# Georg Seligmann
Georg Sofus Seligmann, född den 22 april 1866 i Köpenhamn, död den 20 augusti 1924 vid Helsingör, var en dansk målare.

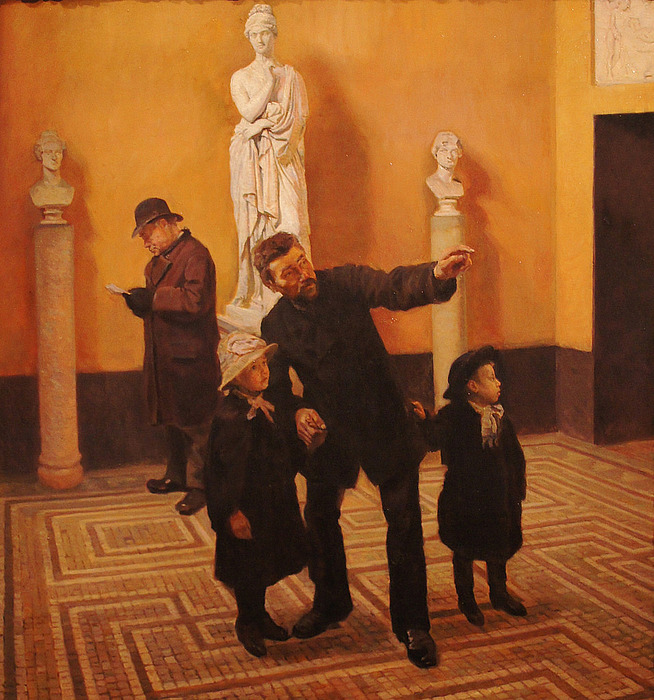
Söndag på Thorvaldens Museum, 1888.

Seligmann blev efter någon tids universitetsstudier elev till Frans Schwartz, Peder Severin Krøyer och Laurits Tuxen. Han har målat interiörer med eller utan figurer, däribland Söndag i Thorvaldsens museum, Skulptur (en rad byster från samma museum), Hos prästen (alla dessa 1888), alla i Hirschsprungs museum, som äger även Lergods (1898) och utmärkta porträtt av målarna Niels Skovgaard (1890) och Viggo Pedersen (1891). Bland Seligmanns övriga arbeten märks Musikrummet i Studentföreningen (1889, tillhör nämnda förening), En musikafton (med Frans Neruda som huvudperson, 1906), flera motiv från Bruges och andra städer i Belgien samt utmärkta kopior efter Frans Hals.